# Gea argiopides
Gea argiopides är en spindelart som beskrevs av Embrik Strand 1911. Gea argiopides ingår i släktet Gea och familjen hjulspindlar. Inga underarter finns listade i Catalogue of Life.